# GS리테일
GS리테일은 GS 산하의 유통 전문 계열사이다. 1974년 럭키슈퍼마켓으로 시작하여 현재는 GS수퍼마켓, GS25, 랄라블라, Park24 등의 사업을 하고 있다. 멤버십 서비스로 GS&Point가 있다.

## 역사
- 1971년: 금성전공 설립
- 1974년: 럭키슈퍼마켓 1호점 삼풍점 개점
- 1990년: LG25 1호점 경희점 개점
- 1991년: LG유통으로 사명 변경
- 1992년: LG백화점 안산점 개점
- 1996년: LG마트 고양점 개점
- 2002년: 자회사 LG슈퍼센타, LG유통, LG백화점 등을 흡수·합병
- 2004년: LG그룹에서 분할하고 GS홀딩스로 편입
- 2005년 2월: 코오롱마트 인수
- 2005년 3월: GS그룹 출범으로 GS리테일로 사명 변경. LG백화점, LG마트, LG수퍼, LG25 등에서 각각 GS백화점, GS마트, GS수퍼마켓, GS25 등으로 사업 명칭 변경
- 2005년 3월: 허치슨왐포아 계열의 A.S.왓슨과 라이센스 계약, 드러그 스토어 GS왓슨스 1호점 홍대점 개점
- 2007년 4월: 미스터도넛 1호점 명동점 개점
- 2008년 11월: 서울 지하철 9호선 상가 운영자로 선정
- 2010년 2월: GS스퀘어(3개 점포), GS마트(14개 점포), 롯데쇼핑에 매각[1]
- 2011년 12월 23일: LG상사의 구주 매출을 통해 유가증권시장에 상장
- 2017년 6월 1일: 주식회사 왓슨스코리아를 흡수합병.
- 2021년 7월 1일: 주식회사 GS홈쇼핑을 흡수합병.
- 2024년 12월 1일: GS P&L 분할

## 브랜드
- GS25
- GS더프레시
- GSfresh
- GS파크24
- GS SHOP
- GS넷비전
- 어바웃펫(aboutPet)
- GS POSTBOX
- GS 네트웍스